# Ернст Біберштайн
Ернст Еміль Генріх Біберштайн (нім. Ernst Emil Heinrich Biberstein; 15 лютого 1899, Гільхенбах — 8 грудня 1986, Ноймюнстер), справжнє ім'я — Ернст Шимановскі (нім. Ernst Szymanowski) — оберштурмбаннфюрер СС, командир айнзацкоманди 6, що входила до складу айнзацгрупи C. На Нюрнберзькому процесі у справі про айнзацгрупи був визнаний військовим злочинцем і засуджений до смертної кари через повішення, але вона була замінена на довічне ув'язнення.

## Біографія
Ернст Шимановскі народився 15 лютого 1899 року в місті Гільхенбах. Відвідував спершу початкову школу в місті Мюльгайм-на-Рурі, а потім гімназію в Ноймюнстері, яку закінчив в 1917 році. З цього моменту і до березня 1919 року проходив військову службу на посаді стрільця. З березня 1919 по 1921 рік вивчав теологію в Кільському університеті. У 1921 році успішно склав іспити. З 28 грудня 1924 року призначений протестантським пастором в катинг (Шлезвіг-Гольштейн). У 1926 році вступив до лав НСДАП (партійний квиток №40 718). З листопада 1933 року по серпень 1935 року працював суперінтендантом в місті Бад-Зегеберг. У серпні 1935 року вступив на службу до Головного управління імперської безпеки, де був відповідальним у церковних справах. 13 вересня 1936 року його кандидатура була схвалена для вступу до лав СС (членський квиток №272 692).
У 1942 році був призначений командувачем айнзацгруп «С». У його посадові обов'язки входила організація виявлення і обліку єврейського населення, його концентрація в обумовлених місцях, створення гетто і юденратів, вибір місць для розстрілу і організація його проведення, а також щоденна звітність в Берлін про виконану роботу. Під час його командування айнзацгрупа «С» діяла в районі Таганрога, а потім — Ростова-на-Дону.
У 1948 році проходив обвинуваченим на процесі у справі айнзацгруп в Нюрнберзі. В останньому слові сказав: "Що стосується звинувачення, я не відчуваю провини перед богом і своєю совістю". Трибунал визнав Ернста Биберштайна винним за всіма трьома пунктами обвинувального акта і засудив до страти через повішення. Пізніше вирок суду був замінений на довічне ув'язнення і в 1951 році він був відправлений до в'язниці, де відсидів 7 років і був випущений на свободу в 1958 році.

## Нагороди[5]
- Золотий партійний знак НСДАП
- Почесний хрест ветерана війни з мечами
- Хрест Воєнних заслуг 2-го класу з мечами